# Karina Smirnoff
Karina Smirnoff (Járkov, 2 de enero de 1978) es una bailarina de salón y coreógrafa ucraniana-estadounidense. Es más conocida por su participación en Dancing with the Stars de ABC, ganando la temporada 13 junto con el veterano del ejército y actor J. R. Martinez.
Ella es cinco veces ganadora del Campeonato Nacional de Estados Unidos, del Campeonato Mundial y del Campeonato Abierto Asiático. También ha ganado el título del Abierto Británico, es tres veces ganadora del Abierto Estadounidense, dos veces ganadora del Abierto Asiático, cinco veces ganadora del Abierto Holandés y cinco veces ganadora nacional de los Estados Unidos. Ocupó el segundo lugar en el Festival de Danza del Abierto Británico de Blackpool y es la primera mujer en llegar a la «Final Profesional Británica» con tres parejas de baile diferentes.

## Primeros años
Smirnoff nació en Járkov, RSS Ucraniana, Unión Soviética, y es de ascendencia griega y rusa. A los 11 años, comenzó a participar en competencias de bailes de salón. En 1993, Smirnoff emigró a los Estados Unidos.

### Educación
Smirnoff asistió a varias escuelas, entre ellas Nerinx Hall High School en San Luis y Christopher Columbus High School en El Bronx. Finalmente se graduó del Bronx High School of Science. Se graduó de la Universidad de Fordham de la ciudad de Nueva York con una doble especialidad en economía y programación de sistemas de información.

## Carrera

### Carrera temprana
Smirnoff compitió junto con Roman Nabatov como pareja amateur para Estados Unidos. Terminaron su emparejamiento de baile en enero de 1997. Pronto comenzó a bailar con Paul Killick en octubre de 1998 como pareja profesional para Inglaterra; este emparejamiento finalizó en julio de 1999. Inmediatamente en julio de 1999, Louis Van Amstel y Smirnoff entraron en un emparejamiento de danza profesional representando a los Estados Unidos; la pareja finalizó en diciembre de 2000. De enero de 2001 a septiembre de 2005, estuvo emparejada con Slavik Kryklyvyy y representaron a los Estados Unidos; este emparejamiento es hasta el momento su más exitoso. Kryklyvyy y Smirnoff ganaron numerosos títulos y obtuvieron calificaciones altas juntos.
Smirnoff apareció en la película de 2004, Shall We Dance?, como una instructora de baile y fue Stanley Tucci su pareja de baile. También lanzó un DVD de fitness, Shape Up With Karina Smirnoff.
Su última pareja profesional registrado en las competiciones fue Dmitri Timokhin representando a Rusia en octubre de 2005. Ganaron el primer lugar en el Grand-Prix Dynamo de 2006 en Moscú. Acabaron de bailar juntos en junio de 2006. Smirnoff fue la directora del proyecto de un evento de baile titulado Day & Night, celebrado el 18 de noviembre de 2006 en el Hollywood & Highlands Grand Ballroom. Protagonizó a Madame Escajeda en un episodio de Hannah Montana. También apareció en un pictórico desnudo en la edición de mayo de 2011 de la revista Playboy.

### Dancing with the Stars
Smirnoff se unió al elenco de Dancing with the Stars desde la temporada 3 donde fue emparejada con el actor y presentador de televisión Mario Lopez, llegando a la final y terminando en el segundo puesto, perdiendo ante Emmitt Smith y Cheryl Burke. Ella regresó en 2007, donde tuvo como pareja al cantante de country y actor Billy Ray Cyrus para la temporada 4, siendo la séptima pareja en ser eliminada de la competencia y quedando en el quinto puesto. Para la temporada 5 su pareja fue el boxeador profesional Floyd Mayweather, Jr., con quien fue eliminada en la cuarta semana ubicándose en el noveno puesto.
En 2008, para la temporada 6 fue emparejada con el cantante de R&B Mario, siendo eliminados en la octava semana y terminando en el quinto puesto. Para la temporada 7 tuvo como pareja al chef y autor Rocco DiSpirito, con quien fue la cuarta pareja eliminada y quedando en el noveno puesto.
En 2009, para la temporada 8 su pareja fue el cofundador de Apple, Steve Wozniak, siendo eliminados en la cuarta semana en una doble eliminación, quedando en el décimo puesto. En la temporada 9 fue emparejada con el cantante y actor Aaron Carter, con quien fue eliminada en la octava semana, terminando en el quinto puesto.
En 2010, Smirnoff no formó parte de la temporada 10, pero regresó a la temporada 11 donde fue emparejada con la estrella de Jersey Shore, Michael "The Situation" Sorrentino; ellos fueron la cuarta pareja eliminada de la competencia y quedaron en el noveno puesto.
En 2011, su pareja para la temporada 12 fue el actor Ralph Macchio, siendo eliminados en la semifinal y terminando en el cuarto puesto. Para la temporada 13 fue emparejada con el actor y veterano del ejército J. R. Martinez; ellos lograron llegar a la final y ganaron la competencia el 22 de noviembre, siendo la primera victoria de Smirnoff en el programa.
En 2012, fue emparejada con el cantautor Gavin DeGraw para la temporada 14, siendo la cuarta pareja eliminada y quedando en el noveno puesto. Para la temporada 15, una edición All-stars, tuvo como pareja al patinador de velocidad sobre hielo y ganador de la temporada 4, Apolo Anton Ohno; llegaron a la semifinal pero fueron eliminados en una doble eliminación y se ubicaron en el quinto puesto.
En 2013, para la temporada 16 fue emparejada con el jugador de la NFL, Jacoby Jones, logrando llegar a la final y quedaron en el tercer puesto. Para la temporada 17 fue emparejada con el actor de High School Musical, Corbin Bleu, con quien también llegaron a la final y quedaron en el segundo puesto, detrás de los ganadores Amber Riley y Derek Hough.
En 2014, tuvo como pareja al jugador de NHL Sean Avery para la temporada 18, siendo la segunda pareja eliminada en una doble eliminación y quedando en el undécimo puesto. En la temporada 19 fue emparejada con el peleador de la UFC Randy Couture, siendo eliminados en la tercera semana y quedando en el undécimo puesto.
En 2015, Smirnoff no participó en la temporada 20, pero regresó a la temporada 21 donde fue emparejada con el jugador de jockey profesional Víctor Espinoza, siendo eliminados en la segunda semana y quedando en el duodécimo puesto. Ya en 2016, ella solo participó en la temporada 22 donde tuvo como pareja al exjugador de la NFL Doug Flutie, con quien fue eliminada en la sexta semana y terminaron en el noveno puesto. Esta fue la última temporada de Smirnoff en el programa.

#### Rendimiento
| Temporada                                        | Pareja               | Puesto | Promedio |
| ------------------------------------------------ | -------------------- | ------ | -------- |
| 3                                                | Mario Lopez          | 2.º    | 27.60    |
| 4                                                | Billy Ray Cyrus      | 5.º    | 19.00    |
| 5                                                | Floyd Mayweather Jr. | 9.º    | 20.75    |
| 6                                                | Mario                | 5.º    | 25.40    |
| 7                                                | Rocco DiSpirito      | 9.º    | 17.80    |
| 8                                                | Steve Wozniak        | 10.º   | 13.00    |
| 9                                                | Aaron Carter         | 5.º    | 24.00    |
| 11                                               | Michael Sorrentino   | 9.º    | 16.20    |
| 12                                               | Ralph Macchio        | 4.º    | 23.25    |
| 13                                               | J. R. Martinez       | 1.º    | 26.44    |
| 14                                               | Gavin DeGraw         | 9.º    | 21.40    |
| 15                                               | Apolo Anton Ohno     | 5.º    | 27.25    |
| 16                                               | Jacoby Jones         | 3.º    | 25.60    |
| 17                                               | Corbin Bleu          | 2.º    | 27.38    |
| 18                                               | Sean Avery           | 11.º   | 20.50    |
| 19                                               | Randy Couture        | 11.º   | 21.25*   |
| 21                                               | Víctor Espinoza      | 12.º   | 17.33    |
| 22                                               | Doug Flutie          | 9.º    | 19.17    |
| * Promedios ajustados a una escala de 30 puntos. |                      |        |          |

- Temporada 3 con Mario Lopez

| Semana        | Baile / Canción                                   | Puntajes de los jueces | Puntajes de los jueces | Puntajes de los jueces | Resultado        |
| Semana        | Baile / Canción                                   | C. I.                  | L. G.                  | B. T.                  | Resultado        |
| ------------- | ------------------------------------------------- | ---------------------- | ---------------------- | ---------------------- | ---------------- |
| 1             | Chachachá / «Walkin' on the Sun»                  | 9                      | 8                      | 9                      | Salvados         |
| 2             | Quickstep / «Do Your Thing»                       | 7                      | 6                      | 8                      | Salvados         |
| 3             | Tango / «What You Waiting For?»                   | 8                      | 6                      | 8                      | Salvados         |
| 4             | Pasodoble / «Canción del Mariachi»                | 10                     | 9                      | 10                     | Salvados         |
| 5             | Rumba / «The Way You Look Tonight»                | 9                      | 9                      | 9                      | Salvados         |
| 6             | Mambo / «Ran Kan Kan»                             | 9                      | 9                      | 10                     | Salvados         |
| 6             | Grupo de Disco / «Don't Stop 'til You Get Enough» | Sin puntos extras      | Sin puntos extras      | Sin puntos extras      | Salvados         |
| 7             | Foxtrot / «I Wanna Be Loved by You»               | 10                     | 9                      | 10                     | Salvados         |
| 7             | Jive / «Shake a Tail Feather»                     | 9                      | 9                      | 9                      | Salvados         |
| 8             | Vals / «Dark Waltz»                               | 9                      | 9                      | 10                     | Últimos salvados |
| 8             | Samba / «Superstition»                            | 10                     | 9                      | 10                     | Últimos salvados |
| 9 (Semifinal) | Tango / «Whatever Lola Wants»                     | 10                     | 10                     | 10                     | Salvados         |
| 9 (Semifinal) | Chachachá / «Bad»                                 | 10                     | 9                      | 10                     | Salvados         |
| 10 (Final)    | Samba / «Sir Duke»                                | 10                     | 9                      | 10                     | Segundo puesto   |
| 10 (Final)    | Pasodoble / «Canción del Mariachi»                | 10                     | 10                     | 10                     | Segundo puesto   |
| 10 (Final)    | Freestyle / «It Takes Two»                        | 10                     | 10                     | 10                     | Segundo puesto   |

- Temporada 4 con Billy Ray Cyrus

| Semana | Baile / Canción                          | Puntajes de los jueces | Puntajes de los jueces | Puntajes de los jueces | Resultado       |
| Semana | Baile / Canción                          | C. I.                  | L. G.                  | B. T.                  | Resultado       |
| ------ | ---------------------------------------- | ---------------------- | ---------------------- | ---------------------- | --------------- |
| 1      | Chachachá / «I Want My Mullet Back»      | 5                      | 4                      | 4                      | Sin eliminación |
| 2      | Quickstep / «Ring of Fire»               | 7                      | 7                      | 7                      | Salvados        |
| 3      | Tango / «Rock the Casbah»                | 7                      | 7                      | 7                      | Salvados        |
| 4      | Pasodoble / «Black Betty»                | 7                      | 7                      | 7                      | Salvados        |
| 5      | Rumba / «What's Love Got to Do with It?» | 6                      | 6                      | 5                      | Salvados        |
| 6      | Jive / «I Love to Boogie»                | 7                      | 7                      | 7                      | Salvados        |
| 6      | Grupo de Swing / «Rock This Town»        | Sin puntos extras      | Sin puntos extras      | Sin puntos extras      | Salvados        |
| 7      | Vals / «Play Me»                         | 5                      | 6                      | 6                      | Dos últimos     |
| 7      | Samba / «Living in America»              | 7                      | 7                      | 7                      | Dos últimos     |
| 8      | Foxtrot / «Stand by Your Man»            | 7                      | 6                      | 5                      | Eliminados      |
| 8      | Mambo / «My Way»                         | 6                      | 7                      | 7                      | Eliminados      |

- Temporada 5 con Floyd Mayweather, Jr.

| Semana | Baile / Canción                                   | Puntajes de los jueces | Puntajes de los jueces | Puntajes de los jueces | Resultado   |
| Semana | Baile / Canción                                   | C. I.                  | L. G.                  | B. T.                  | Resultado   |
| ------ | ------------------------------------------------- | ---------------------- | ---------------------- | ---------------------- | ----------- |
| 1      | Chachachá / «The Way You Move»                    | 6                      | 6                      | 6                      | Salvados    |
| 2      | Quickstep / «Signed, Sealed, Delivered I'm Yours» | 7                      | 7                      | 7                      | Salvados    |
| 3      | Jive / «Mess Around»                              | 7                      | 7                      | 7                      | Dos últimos |
| 4      | Pasodoble / «Captain from Castille»               | 7                      | 8                      | 8                      | Eliminados  |

- Temporada 6 con Mario

| Semana | Baile / Canción                      | Puntajes de los jueces | Puntajes de los jueces | Puntajes de los jueces | Resultado        |
| Semana | Baile / Canción                      | C. I.                  | L. G.                  | B. T.                  | Resultado        |
| ------ | ------------------------------------ | ---------------------- | ---------------------- | ---------------------- | ---------------- |
| 1      | Chachachá / «Request Line»           | 8                      | 8                      | 8                      | Sin eliminación  |
| 2      | Quickstep / «Valerie»                | 9                      | 8                      | 9                      | Salvados         |
| 3      | Tango / «El Tango de Roxanne»        | 7                      | 6                      | 8                      | Últimos salvados |
| 4      | Pasodoble / «Higher Ground»          | 8                      | 7                      | 9                      | Salvados         |
| 5      | Samba / «A-Tisket, A-Tasket»         | 9                      | 9                      | 9                      | Salvados         |
| 6      | Rumba / «Let's Get It On»            | 9                      | 9                      | 10                     | Dos últimos      |
| 6      | Grupo de Two-step / «Cotton Eye Joe» | Sin puntos extras      | Sin puntos extras      | Sin puntos extras      | Dos últimos      |
| 7      | Foxtrot / «I'm Your Man»             | 8                      | 8                      | 8                      | Salvados         |
| 7      | Mambo / «Mambo a la Sandoval»        | 9                      | 9                      | 9                      | Salvados         |
| 8      | Vals vienés / «If I Ain't Got You»   | 9                      | 9                      | 9                      | Eliminados       |
| 8      | Jive / «Little Bitty Pretty One»     | 9                      | 8                      | 9                      | Eliminados       |

- Temporada 7 con Rocco DiSpirito

| Semana | Baile / Canción                                    | Puntajes de los jueces | Puntajes de los jueces | Puntajes de los jueces | Resultado        |
| Semana | Baile / Canción                                    | C. I.                  | L. G.                  | B. T.                  | Resultado        |
| ------ | -------------------------------------------------- | ---------------------- | ---------------------- | ---------------------- | ---------------- |
| 1      | Foxtrot / «Stray Cat Strut»                        | 5                      | 4                      | 5                      | Salvados         |
| 1      | Mambo / «La Comay»                                 | 7                      | 7                      | 7                      | Salvados         |
| 2      | Rumba / «You'll Never Find Another Love Like Mine» | 5                      | 6                      | 5                      | Salvados         |
| 3      | Vals vienés / «What's New Pussycat?»               | 7                      | 7                      | 6                      | Últimos salvados |
| 4      | Samba / «I Go to Rio»                              | 6                      | 6                      | 6                      | Eliminados       |

- Temporada 8 con Steve Wozniak

| Semana | Baile / Canción                            | Puntajes de los jueces | Puntajes de los jueces | Puntajes de los jueces | Resultado       |
| Semana | Baile / Canción                            | C. I.                  | L. G.                  | B. T.                  | Resultado       |
| ------ | ------------------------------------------ | ---------------------- | ---------------------- | ---------------------- | --------------- |
| 1      | Chachachá / «You Ain't Seen Nothing Yet»   | 5                      | 4                      | 4                      | Sin eliminación |
| 2      | Quickstep / «Oh, Boy!»                     | 6                      | 5                      | 6                      | Dos últimos     |
| 3      | Samba / «Jump in the Line (Shake, Senora)» | 4                      | 3                      | 3                      | Salvados        |
| 4      | Tango argentino / «Cite Tango»             | 4                      | 4                      | 4                      | Eliminados      |

- Temporada 9 con Aaron Carter

| Semana                                                               | Baile / Canción                                      | Puntajes de los jueces | Puntajes de los jueces | Puntajes de los jueces | Resultado   |
| Semana                                                               | Baile / Canción                                      | C. I.                  | L. G.                  | B. T.                  | Resultado   |
| -------------------------------------------------------------------- | ---------------------------------------------------- | ---------------------- | ---------------------- | ---------------------- | ----------- |
| 1                                                                    | Chachachá / «Beggin'»                                | 7                      | 8                      | 7                      | Salvados    |
| 1                                                                    | Relevo de Vals vienés / «I Am Your Man»              | 10 puntos extras       | 10 puntos extras       | 10 puntos extras       | Salvados    |
| 2                                                                    | Quickstep / «The Muppet Show Theme»                  | 9                      | 91                     | 9                      | Salvados    |
| 3                                                                    | Rumba / «Spotlight»                                  | 8                      | 6                      | 7                      | Salvados    |
| 4                                                                    | Lambada / «Dr. Beat»                                 | 6                      | 6                      | 6                      | Dos últimos |
| 5                                                                    | Tango argentino / «Epoca»                            | 8                      | 8                      | 8                      | Dos últimos |
| 6                                                                    | Vals / «Three Times a Lady»                          | 8                      | 9                      | 8                      | Salvados    |
| 6                                                                    | Maratón de Mambo / «Ran Kan Kan»                     | 8 puntos extras        | 8 puntos extras        | 8 puntos extras        | Salvados    |
| 7                                                                    | Jive / «We're Not Gonna Take It»                     | 9                      | 10                     | 10                     | Dos últimos |
| 7                                                                    | Pasodoble en equipo / «I Hate Myself for Loving You» | 8                      | 8                      | 8                      | Dos últimos |
| 8                                                                    | Foxtrot / «Lucky»                                    | 7                      | 8                      | 8                      | Eliminados  |
| 8                                                                    | Samba / «Two Princes»                                | 9                      | 9                      | 9                      | Eliminados  |
| 1Puntaje dado por el juez invitado Baz Luhrmann en lugar de Goodman. |                                                      |                        |                        |                        |             |

- Temporada 11 con Mike "The Situation" Sorrentino

| Semana                                                                                               | Baile / Canción                                     | Puntajes de los jueces | Puntajes de los jueces | Puntajes de los jueces | Resultado        |
| Semana                                                                                               | Baile / Canción                                     | C. I.                  | L. G.                  | B. T.                  | Resultado        |
| --- | --------------------------------------------------- | ---------------------- | ---------------------- | ---------------------- | ---------------- |
| 1 | Chachachá / «Break Your Heart»                      | 5                      | 5                      | 5                      | Salvados         |
| 2 | Quickstep / «Americano»                             | 6                      | 6                      | 6                      | Últimos salvados |
| 3 | Foxtrot / «Boom Boom Pow»                           | 7                      | 6                      | 7                      | Salvados         |
| 41                                                                                                   | Tango argentino / «Sweet Dreams (Are Made of This)» | 4/6                    | 4/5                    | 4/5                    | Eliminados       |
| 1El baile de esta semana recibió dos puntajes, uno por la ejecución técnica y otro por el desempeño. |                                                     |                        |                        |                        |                  |

- Temporada 12 con Ralph Macchio

| Semana                                           | Baile / Canción                                          | Puntajes de los jueces | Puntajes de los jueces | Puntajes de los jueces | Resultado        |
| Semana                                           | Baile / Canción                                          | C. I.                  | L. G.                  | B. T.                  | Resultado        |
| ------------------------------------------------ | -------------------------------------------------------- | ---------------------- | ---------------------- | ---------------------- | ---------------- |
| 1                                                | Foxtrot / «Ain't That a Kick in the Head?»               | 8                      | 8                      | 8                      | Salvados         |
| 2                                                | Jive / «Nobody But Me»                                   | 7                      | 7                      | 7                      | Salvados         |
| 3                                                | Rumba / «Stay Gold»                                      | 7                      | 7                      | 7                      | Salvados         |
| 4                                                | Vals / «Romeo and Juliet»                                | 8                      | 8                      | 9                      | Salvados         |
| 5                                                | Samba / «Sweet Home Alabama»                             | 8                      | 7                      | 7                      | Salvados         |
| 6                                                | Pasodoble / «Gonna Make You Sweat (Everybody Dance Now)» | 8                      | 8                      | 8                      | Últimos salvados |
| 7                                                | Chachachá en equipo / «Born This Way»                    | 81/8                   | 7                      | 7                      | Salvados         |
| 7                                                | Quickstep / «Pencil Full of Lead»                        | 91/10                  | 8                      | 9                      | Salvados         |
| 8                                                | Vals vienés / «Maybe I, Maybe You»                       | 8                      | 8                      | 9                      | Últimos salvados |
| 8                                                | Chachachá / «Stuck in the Middle with You»               | 7                      | 7                      | 7                      | Últimos salvados |
| 9 (Semifinal)                                    | Tango argentino / «Violentango»                          | 8                      | 9                      | 8                      | Eliminados       |
| 9 (Semifinal)                                    | Salsa / «I Know You Want Me (Calle Ocho)»                | 8                      | 7                      | 8                      | Eliminados       |
| 9 (Semifinal)                                    | Duelo de Chachachá / «Mustang Sally»                     | Sin puntos extras      | Sin puntos extras      | Sin puntos extras      | Eliminados       |
| 1Puntaje dado por el juez invitado Donnie Burns. |                                                          |                        |                        |                        |                  |

- Temporada 13 con J. R. Martinez

| Semana        | Baile / Canción                                   | Puntajes de los jueces | Puntajes de los jueces | Puntajes de los jueces | Resultado        |
| Semana        | Baile / Canción                                   | C. I.                  | L. G.                  | B. T.                  | Resultado        |
| ------------- | ------------------------------------------------- | ---------------------- | ---------------------- | ---------------------- | ---------------- |
| 1             | Vals vienés / «Breakaway»                         | 8                      | 7                      | 7                      | Salvados         |
| 2             | Jive / «Jump, Jive An' Wail!»                     | 7                      | 7                      | 8                      | Salvados         |
| 3             | Rumba / «If You're Reading This»                  | 9                      | 8                      | 9                      | Salvados         |
| 4             | Foxtrot / «The Pink Panther Theme»                | 8                      | 9                      | 9                      | Salvados         |
| 5             | Samba / «Conga»                                   | 9                      | 9                      | 10                     | Salvados         |
| 6             | Quickstep / «Hot Honey Rag»                       | 10                     | 9                      | 10                     | Salvados         |
| 6             | Grupo de Broadway / «Big Spender» & «Money Money» | Sin puntos extras      | Sin puntos extras      | Sin puntos extras      | Salvados         |
| 7             | Tango / «Ghostbusters»                            | 9                      | 8                      | 8                      | Salvados         |
| 7             | Tango en equipo / «Disturbia»                     | 8                      | 7                      | 8                      | Salvados         |
| 8             | Vals / «What the World Needs Now»                 | 10                     | 10                     | 10                     | Salvados         |
| 8             | Jive / «Tutti Fruiti»                             | 10                     | 10                     | 10                     | Salvados         |
| 9 (Semifinal) | Pasodoble / «Spanish Paso»                        | 8                      | 7                      | 8                      | Últimos salvados |
| 9 (Semifinal) | Tango argentino / «Bust Your Windows»             | 9                      | 9                      | 9                      | Últimos salvados |
| 9 (Semifinal) | Relevo de Chachachá / «I Like How It Feels»       | 6 puntos extras        | 6 puntos extras        | 6 puntos extras        | Últimos salvados |
| 10 (Final)    | Chachachá / «Let's Get Loud»                      | 8                      | 7                      | 9                      | Salvados         |
| 10 (Final)    | Freestyle / «Whine Up»                            | 10                     | 10                     | 10                     | Salvados         |
| 10 (Final)    | Jive / «Jump, Jive An' Wail!»                     | 28 puntos extras       | 28 puntos extras       | 28 puntos extras       | Salvados         |
| 10 (Final)    | Samba / «Shake Your Bon-Bon»                      | 10                     | 10                     | 10                     | Ganadores        |

- Temporada 14 con Gavin DeGraw

| Semana | Baile / Canción                     | Puntajes de los jueces | Puntajes de los jueces | Puntajes de los jueces | Resultado       |
| Semana | Baile / Canción                     | C. I.                  | L. G.                  | B. T.                  | Resultado       |
| ------ | ----------------------------------- | ---------------------- | ---------------------- | ---------------------- | --------------- |
| 1      | Foxtrot / «I Run to You»            | 7                      | 6                      | 7                      | Sin eliminación |
| 2      | Jive / «Real Wild Child»            | 7                      | 7                      | 7                      | Dos últimos     |
| 3      | Rumba / «New York State of Mind»    | 8                      | 8                      | 8                      | Dos últimos     |
| 4      | Tango / «Paint It, Black»           | 8                      | 8                      | 7                      | Salvados        |
| 5      | Samba / «Sweetheart from Venezuela» | 6                      | 6                      | 7                      | Eliminados      |

- Temporada 15 con Apolo Anton Ohno

| Semana                                          | Baile / Canción                                                                     | Puntajes de los jueces | Puntajes de los jueces | Puntajes de los jueces | Resultado        |
| Semana                                          | Baile / Canción                                                                     | C. I.                  | L. G.                  | B. T.                  | Resultado        |
| ----------------------------------------------- | ----------------------------------------------------------------------------------- | ---------------------- | ---------------------- | ---------------------- | ---------------- |
| 1                                               | Chachachá / «Party Rock Anthem»                                                     | 7.5                    | 7.0                    | 7.5                    | Salvados         |
| 2                                               | Quickstep / «Five Months, Two Weeks, Two Days»                                      | 8.5                    | 8.0                    | 8.0                    | Salvados         |
| 3                                               | Foxtrot / «Fever»                                                                   | 9.0                    | 8.0                    | 8.5                    | Salvados         |
| 4                                               | Hip-hop / «Poison»                                                                  | 8.5                    | 9.0/8.51               | 8.5                    | Salvados         |
| 5                                               | Freestyle en equipo / «Call Me Maybe»                                               | 9.5                    | 10                     | 10                     | Sin eliminación  |
| 5                                               | Samba / «Give It to Me Baby»                                                        | 8.5                    | 9.5                    | 9.0                    | Sin eliminación  |
| 6                                               | Vals vienés / «Skin (Sarabeth)»                                                     | 10                     | 10                     | 10                     | Últimos salvados |
| 6                                               | Grupo de Freestyle / «Save a Horse (Ride a Cowboy)» & «I Play Chicken with a Train» | Sin puntos extras      | Sin puntos extras      | Sin puntos extras      | Últimos salvados |
| 7                                               | Chachachá & Pasodoble fusión / «Scream»                                             | 9.0                    | 9.0                    | 9.0                    | Sin eliminación  |
| 7                                               | Maratón de Swing / «Do Your Thing»                                                  | 6 puntos extras        | 6 puntos extras        | 6 puntos extras        | Sin eliminación  |
| 8                                               | Tango / «Holding Out for a Hero»                                                    | 10                     | 9.5                    | 10                     | Últimos salvados |
| 8                                               | Jive en trío / «Greased Lightnin'»                                                  | 9.5                    | 9.5                    | 10                     | Últimos salvados |
| 9 (Semifinal)                                   | Jazz / «What You Waiting For?»                                                      | 8.5                    | 9.0                    | 9.5                    | Eliminados       |
| 9 (Semifinal)                                   | Rumba / «Man in the Mirror»                                                         | 10                     | 10                     | 10                     | Eliminados       |
| 1Puntaje dado por la juez invitada Paula Abdul. |                                                                                     |                        |                        |                        |                  |

- Temporada 16 con Jacoby Jones

| Semana        | Baile / Canción                                  | Puntajes de los jueces | Puntajes de los jueces | Puntajes de los jueces | Resultado        |
| Semana        | Baile / Canción                                  | C. I.                  | L. G.                  | B. T.                  | Resultado        |
| ------------- | ------------------------------------------------ | ---------------------- | ---------------------- | ---------------------- | ---------------- |
| 1             | Chachachá / «Good Feeling»                       | 7                      | 6                      | 7                      | Sin eliminación  |
| 2             | Jazz / «Five Guys Named Moe»                     | 8                      | 7                      | 8                      | Salvados         |
| 3             | Grupo de Freestyle / «The Rockafeller Skank»     | 2 puntos extras        | 2 puntos extras        | 2 puntos extras        | Salvados         |
| 3             | Rumba / «Stay»                                   | 8                      | 8                      | 8                      | Salvados         |
| 4             | Foxtrot / «Watching You»                         | 8                      | 8                      | 8                      | Salvados         |
| 5             | Jive / «Long Tall Sally»                         | 9                      | 8                      | 9                      | Salvados         |
| 6             | Quickstep / «For Once in My Life»                | 8                      | 7                      | 8                      | Salvados         |
| 6             | Pasodoble en equipo / «Higher Ground»            | 7                      | 8                      | 7                      | Salvados         |
| 7             | Salsa / «Danza Kuduro»                           | 9                      | 9                      | 9                      | Salvados         |
| 7             | Duelo de Jive / «Good Golly Miss Molly»          | Sin puntos extras      | Sin puntos extras      | Sin puntos extras      | Salvados         |
| 8             | Vals vienés / «It's a Man's, Man's, Man's World» | 9                      | 9                      | 9                      | Últimos salvados |
| 8             | Pasodoble en trío / «La Virgen de la Macarena»   | 8                      | 9                      | 8                      | Últimos salvados |
| 9 (Semifinal) | Tango argentino / «Concierto Para Quinteto»      | 10                     | 10                     | 10                     | Salvados         |
| 9 (Semifinal) | Lindy hop / «Ding Dong Daddy of the D-Car Line»  | 10                     | 9                      | 10                     | Salvados         |
| 10 (Final)    | Jive / «Shake It»                                | 9                      | 9                      | 9                      | Salvados         |
| 10 (Final)    | Relevo de Chachachá / «Treasure»                 | 2 puntos extras        | 2 puntos extras        | 2 puntos extras        | Salvados         |
| 10 (Final)    | Freestyle / «Can't Hold Us»                      | 9                      | 9                      | 9                      | Salvados         |
| 10 (Final)    | Salsa / «Aguanile»                               | 10                     | 10                     | 10                     | Tercer puesto    |

- Temporada 17 con Corbin Bleu

| Semana | Baile / Canción                                                | Puntajes de los jueces | Puntajes de los jueces | Puntajes de los jueces | Resultado       |
| Semana | Baile / Canción                                                | C. I.                  | L. G.                  | B. T.                  | Resultado       |
| --- | -------------------------------------------------------------- | ---------------------- | ---------------------- | ---------------------- | --------------- |
| 1 | Contemporáneo / «If I Lose Myself»                             | 8                      | 8                      | 8                      | Sin eliminación |
| 2 | Jive / «Kiss You»                                              | 9                      | 8                      | 9                      | Salvados        |
| 3 | Quickstep / «Diga Diga Doo»                                    | 9                      | 8                      | 9                      | Salvados        |
| 4 | Pasodoble / «Zorongo»                                          | 9                      | 91                     | 9                      | Salvados        |
| 5 | Foxtrot / «My Wish»                                            | 9                      | 9                      | 10                     | Salvados        |
| 6 | Vals vienés / «Game of Thrones Theme»                          | 8                      | 7                      | 8                      | Sin eliminación |
| 6 | Reto de cambio / Varias                                        | 4 puntos extras        | 4 puntos extras        | 4 puntos extras        | Sin eliminación |
| 7 | Chachachá / «Pumpin Blood»                                     | 10                     | 9                      | 10                     | Salvados        |
| 7 | Freestyle en equipo / «The Fox (What Does the Fox Say?)»       | 10                     | 10                     | 10                     | Salvados        |
| 8 | Tango argentino / «Welcome to Burlesque»                       | 9                      | 92                     | 9                      | Salvados        |
| 8 | Duelo de Chachachá / «Woman's World»                           | 3 puntos extras        | 3 puntos extras        | 3 puntos extras        | Salvados        |
| 9 | Vals / «Apologize»                                             | 9                      | 9                      | 10                     | Salvados        |
| 9 | Jazz en trío / «Yeah!»                                         | 10                     | 10                     | 10                     | Salvados        |
| 10 (Semifinal) | Tango / «My Songs Know What You Did in the Dark (Light Em Up)» | 9                      | 8/93                   | 9                      | Salvados        |
| 10 (Semifinal) | Rumba / «My Songs Know What You Did in the Dark (Light Em Up)» | 10                     | 10/103                 | 10                     | Salvados        |
| 11 (Final) | Quickstep / «Diga Diga Doo»                                    | 9                      | 9                      | 9                      | Salvados        |
| 11 (Final) | Relevo de Samba / «No Scrubs»                                  | 5 puntos extras        | 5 puntos extras        | 5 puntos extras        | Salvados        |
| 11 (Final) | Freestyle / «Smooth Criminal»                                  | 10                     | 10                     | 10                     | Salvados        |
| 11 (Final) | Chachachá & Foxtrot fusión / «All Night»                       | 9                      | 9                      | 9                      | Segundo puesto  |
| 1Puntaje dado por la juez invitada Julianne Hough en lugar de Goodman. 2Puntaje dado por la juez invitada Cher en lugar de Goodman. 3Puntaje dado por el juez invitado Maksim Chmerkovskiy. |                                                                |                        |                        |                        |                 |

- Temporada 18 con Sean Avery

| Semana | Baile / Canción                          | Puntajes de los jueces | Puntajes de los jueces | Puntajes de los jueces | Resultado       |
| Semana | Baile / Canción                          | C. I.                  | L. G.                  | B. T.                  | Resultado       |
| ------ | ---------------------------------------- | ---------------------- | ---------------------- | ---------------------- | --------------- |
| 1      | Contemporáneo / «Somewhere Only We Know» | 7                      | 6                      | 7                      | Sin eliminación |
| 2      | Salsa / «Dance Bailalo»                  | 7                      | 7                      | 7                      | Eliminados      |

- Temporada 19 con Randy Couture

| Semana | Baile / Canción                             | Puntajes de los jueces | Puntajes de los jueces | Puntajes de los jueces | Puntajes de los jueces | Resultado  |
| Semana | Baile / Canción                             | C. I.                  | L. G.                  | J. H.                  | B. T.                  | Resultado  |
| ------ | ------------------------------------------- | ---------------------- | ---------------------- | ---------------------- | ---------------------- | ---------- |
| 1      | Foxtrot / «The Way You Look Tonight»        | 8                      | 7                      | 8                      | 8                      | Salvados   |
| 2      | Chachachá / «(I Can't Get No) Satisfaction» | 7                      | 7                      | 7                      | 7                      | Salvados   |
| 3      | Pasodoble / «Eye of the Tiger»              | 7                      | 7                      | 6                      | 6                      | Eliminados |

- Temporada 21 con Víctor Espinoza

| Semana | Baile / Canción        | Puntajes de los jueces | Puntajes de los jueces | Puntajes de los jueces | Resultado       |
| Semana | Baile / Canción        | C. I.                  | J. H.                  | B. T.                  | Resultado       |
| ------ | ---------------------- | ---------------------- | ---------------------- | ---------------------- | --------------- |
| 1      | Salsa / «G.D.F.R»      | 5                      | 5                      | 5                      | Sin eliminación |
| 2      | Jive / «La Bamba»      | 6                      | 5                      | 6                      | Salvados        |
| 2      | Rumba / «Girl on Fire» | 7                      | 6                      | 7                      | Eliminados      |

- Temporada 22 con Doug Flutie

| Semana | Baile / Canción              | Puntajes de los jueces | Puntajes de los jueces | Puntajes de los jueces | Resultado        |
| Semana | Baile / Canción              | C. I.                  | L. G.                  | B. T.                  | Resultado        |
| --- | ---------------------------- | ---------------------- | ---------------------- | ---------------------- | ---------------- |
| 1 | Foxtrot / «Sweet Caroline»   | 5                      | 5                      | 5                      | Sin eliminación  |
| 2 | Pasodoble / «Buster Voodoo»  | 7                      | 6                      | 7                      | Tres últimos     |
| 3 | Vals / «Rainbow Connection»  | 7                      | 6                      | 7                      | Últimos salvados |
| 4 | Jazz / «A Spoonful of Sugar» | 6                      | 6/61                   | 6                      | Salvados         |
| 52 | Tango / «Black and Gold»     | 7                      | 7/73                   | 7                      | Sin eliminación  |
| 6 | Bollywood / «Jai Ho»         | 7                      | 7                      | 7                      | Eliminados       |
| 1Puntaje dado por la juez invitada Zendaya. 2Por los «cambios de pareja», Flutie bailó con Peta Murgatroyd y Smirnoff con Antonio Brown. 3Puntaje dado por el juez invitado Maksim Chmerkovskiy. |                              |                        |                        |                        |                  |

## Vida personal
Smirnoff creció como un hija única. Sus padres tienen una tienda de licores en Staten Island. Ella tiene un perro American Staffordshire terrier llamado Randy.
Smirnoff tiene trastorno por déficit de atención con hiperactividad y toma lisdexanfetamina para tratarlo.

Smirnoff salió con su pareja de baile de la temporada 3 de Dancing With the Stars, Mario Lopez desde 2006 hasta junio de 2008. Posteriormente comenzó a salir con el instructor ucraniano de Dancing With the Stars, Maksim Chmerkovskiy en el verano de 2008. Ellos se comprometieron en diciembre de 2008, antes de romper en septiembre de 2009.
En octubre de 2009, Smirnoff empezó a salir con el pitcher de las Grandes Ligas de Béisbol, Brad Penny. Se comprometieron en octubre de 2010, pero terminó el compromiso en diciembre de 2011.
Smirnoff se comprometió con el empresario Jason Adelman en enero de 2015. El 11 de marzo de 2015, ambos anunciaron su separación y su compromiso estaba acabado.
En el pasado, Smirnoff ha respaldado a Bearpaw y a Lady Foot Locker.
En el verano de 2015 fue presentada con sus compañeros de reparto en Celebrity Family Feud. En el escenario bailó un número de salsa con el presentador Steve Harvey. Sus compañeros bailarines les dieron un perfecto «10».